# Xestia lycophotioides
Xestia lycophotioides är en fjärilsart som beskrevs av Rothschild 1914. Xestia lycophotioides ingår i släktet Xestia och familjen nattflyn. Inga underarter finns listade i Catalogue of Life.